# Toni Nieminen
Toni Markus Nieminen, född 31 maj 1975 i Lahtis, är en finsk tidigare backhoppare och nuvarande backhoppstränare. Han tävlade för Lahden Hiihtoseura. 

## Karriär
Vid Olympiska spelen i Albertville 1992 vann Nieminen den individuella tävlingen i den stora backen liksom lagtävlingen. Han tog dessutom bronset i tävlingen i normalbacke. Samma år tog han två guldmedaljer i junior-VM och vann tysk-österrikiska backhopparveckan och världscupen i backhoppning sammanlagd. Han vann också i Holmenkollen 1992, i en säsong där han vann "allt". Toni Nieminen var bland de första backhopparna att använda den nya V-stilen.
Han var den förste i backhoppningens historia att göra ett stående hopp över 200 meter, vilket inträffade 17 mars 1994 i Planica. Andreas Goldberger hoppade tidigare samma dag 202 meter, men föll i nedslaget.
Toni Nieminen hade senare svårt att kopiera sina tidigare framgångar, grundat viktproblem i samband med ytterligare växt, samt att konkurrenterna också började använda V-stilen så att konkurrensen hårdnade. Han avslutade karriären efter OS 2002 i Salt Lake City där han uppnådde en 16:e plats. Nieminen har totalt 9 segrar i världscupen. Den första kom 1 december 1991 i Thunder Bay och den sista 1 februari 1995 i Kuopio.

## Senare karriär
Efter avslutad backhoppskarriär var han verksam som sportkommentator vid backhoppstävlingar, tillsammans med Jani Uotila för finska TV-kanalen MTV3. Han är för närvarande tränare för finska junior-landslaget.